# Paráč (přírodní rezervace)
Paráč je přírodní rezervace v pohoří Oravská Magura na Slovensku. Nachází se v katastrálním území obcí Oravská Lesná a Zázrivá v okrese Námestovo a okrese Dolný Kubín v Žilinském kraji. Území bylo vyhlášeno v roce 1980 s rozlohou 45,27 hektaru a s 5. stupněm ochrany. Ochranné pásmo nebylo stanoveno. Rezervace byla vyhlášena v roce 1980. Předmětem ochrany jsou zachovalé zbytky původních porostů vysokohorských smrčin s jeřabinami na flyšovém podloží. O rezervaci pečuje Správa NP Malá Fatra.